# Victoria de Saboya
Victoria Cristina Adelaida Clara María de Saboya (Ginebra, 28 de diciembre de 2003) es miembro de la Casa de Saboya. Es hija primogénita de Manuel Filiberto de Saboya y Clotilde Courau.

## Primeros años y familia
La princesa Victoria nació el 28 de diciembre de 2003 en Ginebra, Suiza. Tiene una hermana menor, la princesa Luisa de Saboya. Su padre Manuel Filiberto de Saboya es el heredero aparente del trono italiano y su madre Clotilde Courau es una actriz francesa de origen noble. Su hermana menor, la princesa Luisa, nació en 2006. Es nieta de Víctor Manuel de Saboya, anterior jefe de la Casa de Saboya, y de su viuda, Marina Ricolfi-Doria. Su bisabuelo, el rey Humberto II, fue el último rey de Italia antes de que la monarquía fuera abolida en un referéndum de 1946. Su bisabuela fue María José de Bélgica, la última reina consorte de Italia.

### Bautizo
Fue bautizada el 30 de mayo de 2004 por Monseñor Giovanni Cheli en la Basílica de San Francisco de Asís en Asís. Sus padrinos fueron Ottavio Mazzola y Roberta Fabbri. La bebé llevaba el vestido de bautizo que había usado su tatarabuelo, el rey Víctor Manuel III, en su bautizo el 31 de mayo de 1869. Entre los invitados estaban Alberto II de Mónaco, María Beatriz de Saboya, Sergio de Serbia y Mafalda de Hesse, nieta de la princesa Mafalda de Saboya. Los padres eligieron la comuna de Asís a la luz de su simbolismo de paz.

## Sucesión
El abuelo de la princesa Victoria, Víctor Manuel de Saboya cambió las reglas de sucesión que anteriormente solo permitían que los hombres fueran herederos del trono. Bajo los cambios de reglas, la Princesa Victoria, como primogénita de su padre, algún día lo sucederá como Jefa de la Casa de Saboya y heredera del trono ahora desaparecido. Sus padres nunca habían tenido un heredero varón. A pesar de ser la heredera del trono italiano, vive en París, en la vecina Francia. La actual línea de sucesión dentro de la Casa de Saboya es disputada por el príncipe Aimón de Saboya-Aosta.